# Sorgwiesen bei Weißenhasel
Die Sorgwiesen bei Weißenhasel sind ein kleines Feuchtgebiet im Tal der Hasel zwischen Nentershausen und Weißenhasel im osthessischen Landkreis Hersfeld-Rotenburg. Nach der landwirtschaftlichen Nutzungsaufgabe wurden die nassen Brachen mit ihren Pflanzengesellschaften als Naturschutzgebiet ausgewiesen, um den zum Lebensraum für Amphibien und Vogelarten gewordenen Bereich zu sichern und zu schützen.

## Lage
Die Sorgwiesen gehören zu der Gemarkung Weißenhasel der Gemeinde Nentershausen im Landkreis Hersfeld-Rotenburg. Im Osten werden sie von der Landesstraße 3249 und im Westen von einem Radweg begrenzt. Das Schutzgebiet besteht aus zwei Teilflächen, die durch einen Industriebetrieb und das Anwesen der Gerlachsmühle voneinander getrennt werden.
Das Naturschutzgebiet liegt innerhalb des Geo-Naturparks Frau-Holle-Land. Nach der naturräumlichen Gliederung Deutschlands, die auf der Geografischen Landesaufnahme des Instituts für Landeskunde Bad Godesberg basiert, befinden sich die geschützten Flächen am südöstlichen Rand des Sontraer Lands (357.31), das nach Osten und Süden in den Solztrottenwald (357.21) übergeht. Sie sind Teileinheiten des Fulda-Werra-Berglands (357) in der Haupteinheitengruppe des Osthessischen Berglands (35).

## Natur

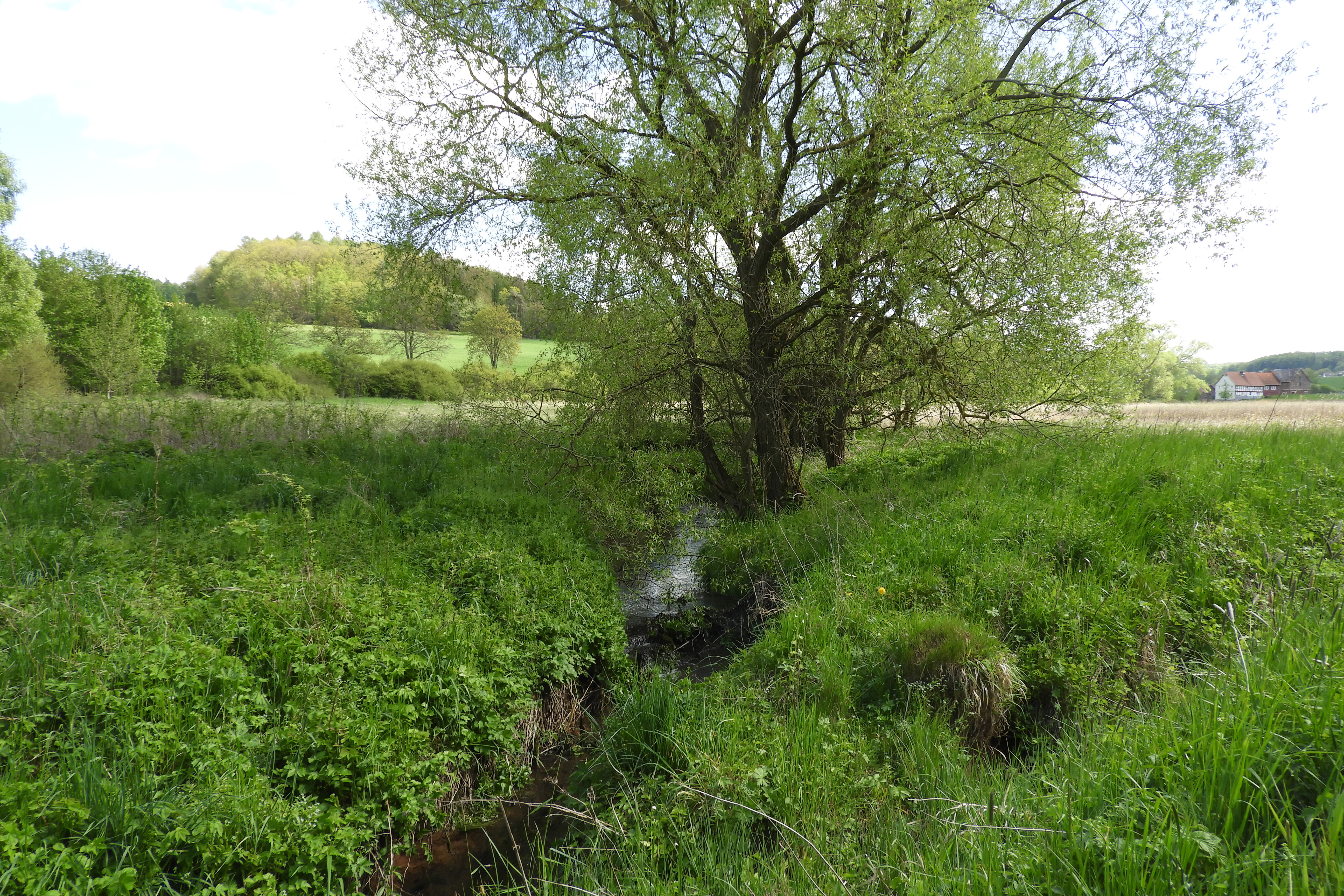
Bachlauf der Hasel am nördlichen Ende des Naturschutzgebiets.

Der obere kleinere Bereich des zweigeteilten Naturschutzgebiets ist ein Streifen feuchten Brachlands, der sich zwischen Landstraße und dem Bachlauf der Hasel erhalten hat. Die untere Teilfläche beginnt nördlich der Gerlachsmühle. Die Hasel verläuft hier, mit vereinzelten bachbegleitenden Gehölzen, in einem etwa zwei Meter breitem Graben durch das Schutzgebiet. Neben dem Bach befinden sich im Bereich der Feuchtwiesen flächige Quellaustritte, auf denen sich Pestwurzbestände entwickelt haben. Weitere Wasser führende Gräben durchziehen die Fläche.
Die Quelle der Hasel entspringt südlich von Bauhaus, auf einer Höhe von rund 400 m im bewaldeten Naturraum des Solztrottenwaldes. Ihr Mündungsbereich, als rechter Zufluss der Sontra, ist nordwestlich von Hornel. Außerhalb der Ortschaften fließt der kleine Bach weitgehend begradigt durch Wiesenland. Der Oberlauf des Baches, wie auch seine Zuflüsse haben zeitweise nur eine minimale Wasserführung und fallen periodisch trocken.
Die bewirtschafteten Randflächen der Sorgwiesen bestehen aus Frischweiden- und Wiesengesellschaften. Der weitaus größere zentrale Bereich entwickelte sich nach Nutzungsaufgabe zu feuchten bis nassen Brachen, die mit Sumpf-Seggen bewachsen sind. Kleinere Bereiche werden von Schlank-Seggen, Rohrglanzgras und Schilf und auch von Hochstaudenfluren mit Mädesüß und Sumpf-Storchschnabel eingenommen.
Zu denen, im Gebiet nachgewiesenen Amphibien und Reptilien gehören Bergeidechse, Blindschleiche, Grasfrosch, Erdkröte, Feuersalamander, Berg-, Teich- und Fadenmolch. Das Gebiet ist Brutgebiet der Bekassine und für Zugvögel besitzt es eine wichtige Trittsteinfunktion.

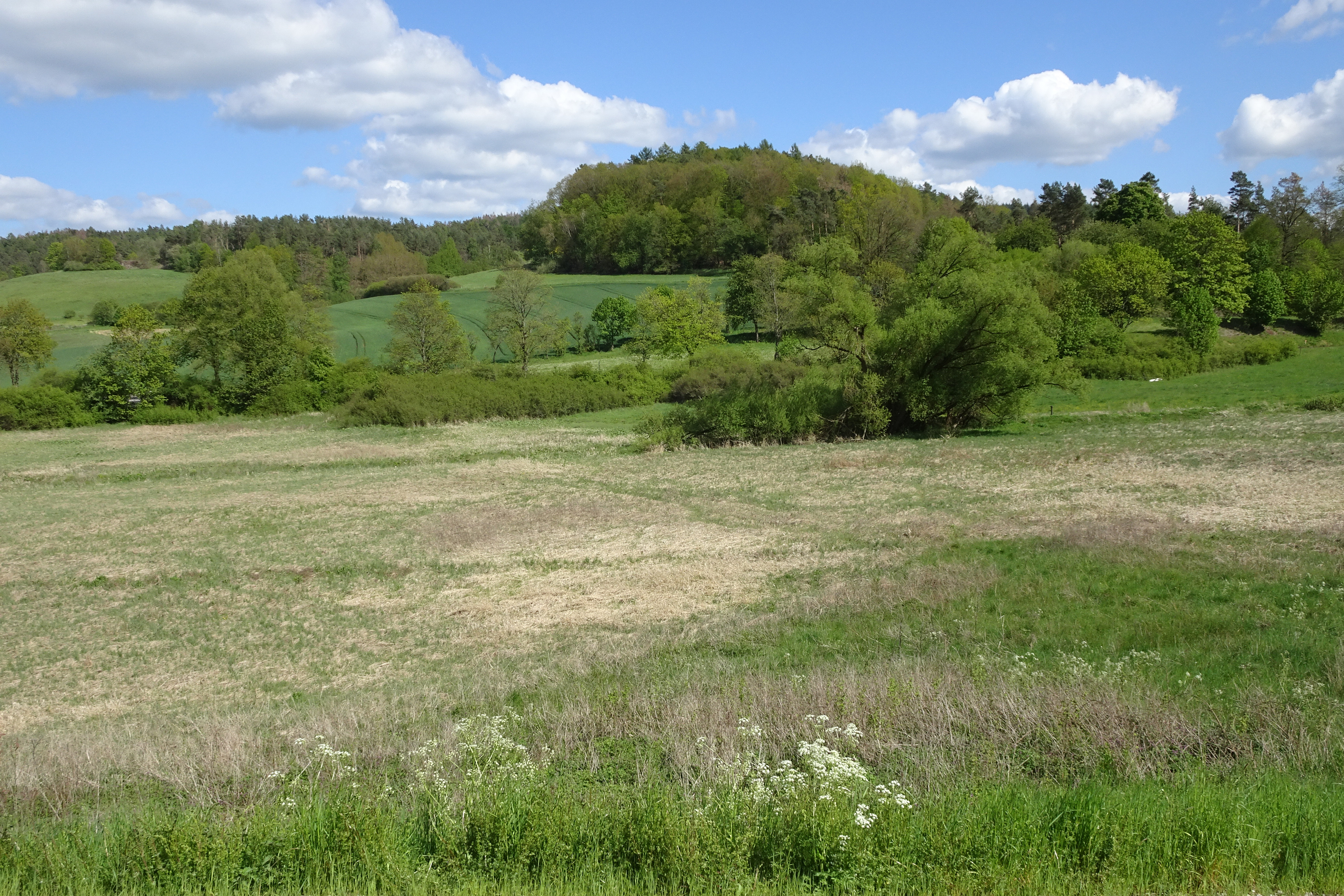
Blick aus westlicher Richtung.
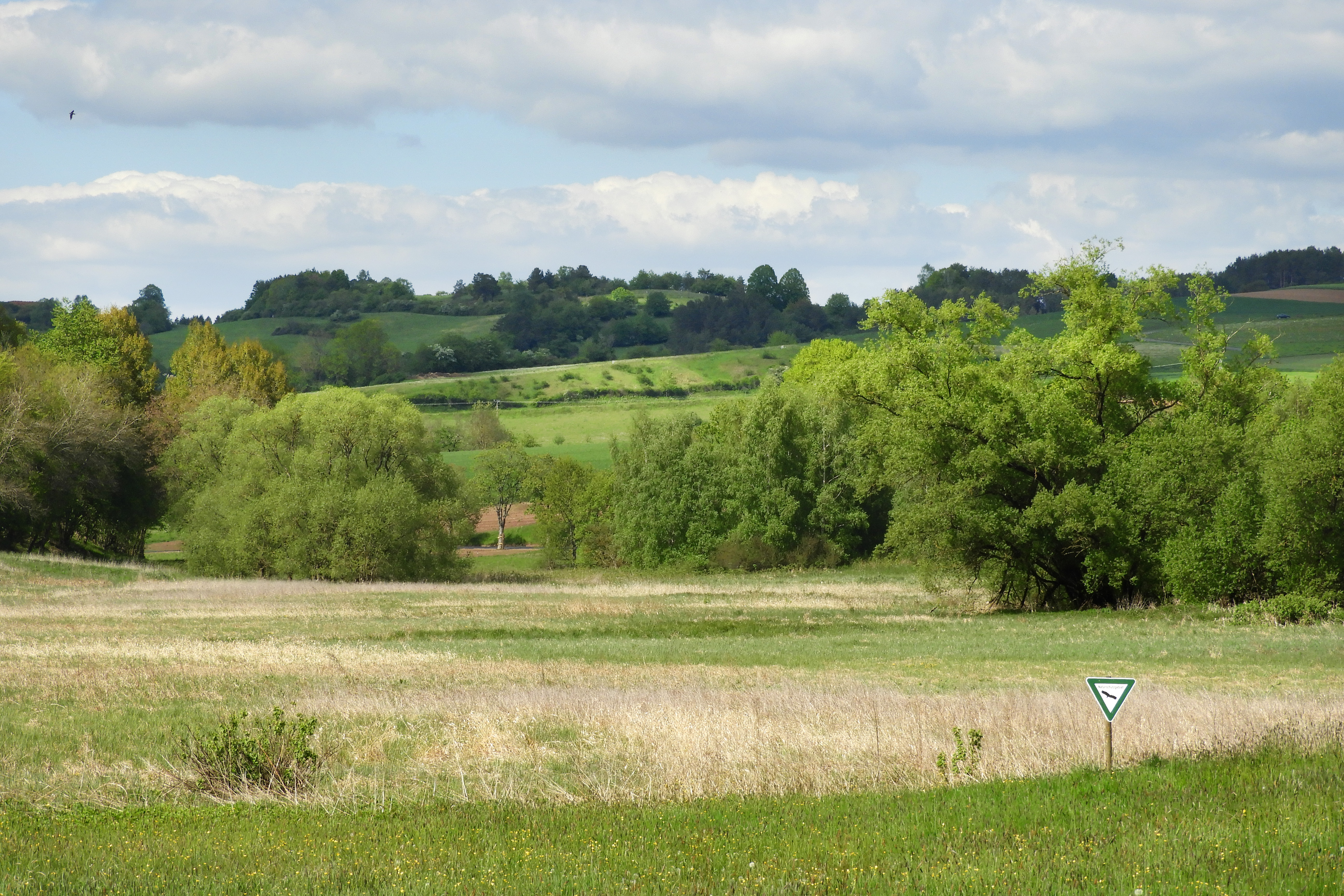
Der nördliche Bereich des zweigeteilten Naturschutzgebiets.

## Unterschutzstellung
Mit Verordnung vom 20. November 1986 der Bezirksdirektion Forsten und Naturschutz beim Regierungspräsidium in Kassel wurden zwei Teilflächen der Sorgwiesen mit einer Größe von 6,95 Hektar zum Naturschutzgebiet erklärt. Mit der Unterschutzstellung sollten die „an typischen Pflanzengesellschaften reichen, brachgefallenen Feuchtwiesen als Lebensraum bestandsgefährdeter Vogel- und Amphibienarten“ gesichert und erhalten werden. Über die Musterverordnung hinaus blieben, mit Einschränkungen, die extensive Nutzung der Grünlandflächen, die Einzeljagd auf Schalenwild in der Zeit zwischen Juli und Januar sowie die Ausübung der Fischerei am Westufer des Haselbaches von den Verboten ausgenommen. Die Verordnung trat am Tage nach der Verkündung im Staatsanzeiger für das Land Hessen vom 8. Dezember 1986 in Kraft.
Das Naturschutzgebiet besitzt inzwischen eine Größe von 7,09 Hektar, hat die nationale Kennung 1632012 und den WDPA-Code 165602.

## Besucherhinweis
Durch das schmale Schutzgebiet führen keine Wege. Es lässt sich aber von der Landesstraße und dem Radweg aus einsehen.